# Krystalisværket
Krystalisværket var en fabrik, der producerede is til køling. Den lå på Finsensvej 9/Lindevangs Allé 16 på Frederiksberg og indgik i De forenede Bryggerier.
Komplekset var opført 1913-14 efter tegninger af arkitekt Carl Harild. Senere tilkom en portnerbolig (1934) og direktørbolig (1937, præmieret af Frederiksberg Kommune 1938) tegnet af Sonja Meyer, der var gift med fabrikkens direktør, Knud Meyer.
Fabrikken lukkede i 1964 på grund af den vigende efterspørgsel, blev nedrevet 1967 og erstattet af boligkomplekset Krystalgården, Finsensvej 3-13 (1969) tegnet af Jørgen Buschardt for Carlsberg Bryggerierne, som samme år havde overtaget De forenede Bryggerier. Komplekset blev præmieret af Frederiksberg Kommune i 1970.

## Direktion
Denne liste er ufuldstændig; hjælp gerne med at udfylde den.
- 1931-1978: Knud Meyer

## Eksterne links og henvisninger
- Wikimedia Commons har flere filer relateret til Krystalisværket
- 1915-05-29 Artikel om Krystalisværket i ugebladet Ingeniøren

55°40′51.27″N 12°31′12.14″Ø / 55.6809083°N 12.5200389°Ø